# Marcos Pasquim
Marcos Fábio Prudente (São Paulo, 14 de junho de 1969), mais conhecido pelo nome artístico de Marcos Pasquim, é um ator brasileiro.

## Carreira
Em Chiquititas, atuou como Felipe e Manuel, onde fez par romântico com Flávia Monteiro (Carolina).

Pasquim caracterizado como Dom Pedro I na minissérie O Quinto dos Infernos (2002).

Começou a carreira em 1984 como cantor na boyband adolescente Explosão, com a qual se apresentou em diversos programas como Clube da Criança, Programa Raul Gil, Cassino do Chacrinha e Perdidos na Noite – onde ganharam o título de "Menudos do Brasil". Em 1992, após estudar teatro, estreou nos palcos na segunda versão da peça Blue Jeans, em 1992. Dois anos mais tarde, voltou a participar da peça, porém com um personagem de maior importância. Sua boa atuação chamou atenção e, em 1995, foi convidado a fazer parte do elenco de Cara e Coroa, da Rede Globo, novela que marcou sua estreia na televisão.
Entre 1995 e 1997, estrelou duas peças: Uma Lição Longe Demais e Aluga-se Um Namorado, que foram apresentadas por todo o Brasil. Na televisão, participou de Malhação na Rede Globo, de Mandacaru, telenovela da extinta Rede Manchete e também de Chiquititas Brasil, telenovela brasileira gravada a Argentina e exibida pelo SBT. Em 2000, voltou à Globo, fazendo o papel de Casimiro na polêmica Uga Uga, de Carlos Lombardi, iniciando aí uma longa e produtiva parceria com esse autor. Foram vários os seus trabalhos juntos, entre eles: a minissérie O Quinto dos Infernos, em que viveu o protagonista D. Pedro I; a novela Kubanacan, em que interpretou o protagonista, o misterioso Esteban; a novela Pé na Jaca, em que despontou como o protagonista Lance, tendo feito par romântico com a atriz e modelo Fernanda Lima; e ainda o seriado Guerra e Paz, onde deu vida ao protagonista Detetive Guerra.

Pasquim caracterizado como seus três personagens em Kubanacan (2003): Esteban (León), Adriano e o verdadeiro Esteban.

Em 2001, voltou ao teatro, na peça de Juca de Oliveira, Qualquer Gato Vira-Lata Tem uma Vida Sexual Mais Sadia que a Nossa e também fez parte da terceira versão da peça Blue Jeans. Enquanto isso, naquele ano, na televisão, limitou-se a apenas pequenas participações em especiais como Sai de Baixo, Brava Gente, Zorra Total e na novela Estrela Guia. Em 2005, viveu o seu primeiro antagonista em novelas, o perigoso e traiçoeiro Tadeu de A Lua me Disse. Fugindo ao estereótipo dos homens descamisados ao qual já estava habituado a fazer, co-protagonizou a novela Caras & Bocas em 2009, dando vida ao artista de pintura Dênis de Azevedo. Voltou ao ar em 2011, na novela Morde & Assopra , interpretando o protagonista Abner, fazendo par com Adriana Esteves.
Em 2012, entrou na trama de Cheias de Charme como Gilson, um aventureiro que é procurado pelo filho que ele nem sabia que existia, e ao longo do tempo, se envolvia com uma das protagonistas, Penha (Taís Araújo). Em 2013, interpretou o empresário ambicioso Carlito Prata no remake de Saramandaia. Em 2015 é anunciado no elenco de Babilônia, como o instrutor de saltos ornamentais, homossexual Carlos Alberto. Devido às críticas pelos temas espinhosos tratados pela novela, o autor Gilberto Braga decidiu abortar a temática da homossexualidade e Pasquim não se envolveu com o personagem de Marcello Melo Jr., como inicialmente se determinou na sinopse. Em 2016 vive o empresário Ricardo em Malhação: Pro Dia Nascer Feliz e em 2018 vive o pescador Marino em O Tempo não para.

## Vida pessoal
Quando criança e adolescente estudou em um colégio de irmãs da Providência de GAP chamado Colégio Padre Moye, no bairro do Limão, na Zona Norte de São Paulo.
Antes da fama foi jogador de vôlei, integrante de uma banda musical, modelo, programador de computadores, vendedor e chegou a trabalhar no jogo do bicho. Tem uma filha chamada Alicia nascida em 2004, e um filho chamado Stefano Prudente. É seguidor do espiritismo.

## Filmografia

### Televisão
| Ano  | Título                         | Personagem                        | Notas                                      |
| ---- | ------------------------------ | --------------------------------- | ------------------------------------------ |
| 1994 | A Viagem                       | Assediador de Diná                | Episódio: "6 de junho"                     |
| 1995 | Cara & Coroa                   | Cosme Del Rey Villar              |                                            |
| 1997 | Você Decide                    | Aaron                             | Episódio: "Ciúmes"                         |
| 1997 | Malhação                       | Mílton                            | Episódio: "18 de maio"                     |
| 1997 | Mandacaru                      | Eduardo Menezes Alencar           |                                            |
| 1998 | Brida                          | Charles                           | Episódio: "11 de agosto"                   |
| 1998 | Chiquititas                    | Felipe Mendes Ayala               | Temporadas 3–4                             |
| 1998 | Chiquititas                    | Manuel Mendes Ayala               | Temporadas 3–4                             |
| 2000 | Brava Gente                    | Lucas                             | Episódio: "O Lobisomem"                    |
| 2000 | Uga Uga                        | Casemiro Baldochi (Van Damme)     |                                            |
| 2001 | Sai de Baixo                   | Rony                              | Episódio: "O Homem Que Queria Ser Gay"     |
| 2001 | Estrela-Guia                   | Edmílson                          | Episódios: "12–16 de junho"                |
| 2002 | O Quinto dos Infernos          | Dom Pedro I                       |                                            |
| 2003 | Kubanacan                      | León Maroto                       |                                            |
| 2003 | Kubanacan                      | Adriano Maroto                    |                                            |
| 2003 | Kubanacan                      | Esteban Maroto                    |                                            |
| 2004 | Linha Direta                   | Afrânio Lemos                     | Episódio: "Crime do Sacopã"                |
| 2004 | Sob Nova Direção               | Marquito                          | Episódio: "Noite dos Namorados"            |
| 2005 | A Diarista                     | Paulo Márcio                      | Episódio: "Nete Vira Estrela de Televisão" |
| 2005 | A Lua Me Disse                 | Tadeu Martins Moraes              |                                            |
| 2006 | Bang Bang                      | Crazy Jake                        | Episódios: "6–21 de abril"                 |
| 2006 | Pé na Jaca                     | Antônio Carlos Lancelotti (Lance) |                                            |
| 2008 | Guerra e Paz                   | Pedro Guerra                      |                                            |
| 2009 | Caras & Bocas                  | Dênis Batista de Azevedo          |                                            |
| 2011 | Morde & Assopra                | Abner Martins de Medeiros         |                                            |
| 2012 | Cheias de Charme               | Gílson Motta Filho                |                                            |
| 2013 | Saramandaia                    | Carlito Prata                     |                                            |
| 2015 | Babilônia                      | Carlos Alberto da Matta           |                                            |
| 2016 | Malhação: Pro Dia Nascer Feliz | Ricardo Carvalho                  |                                            |
| 2017 | País Irmão                     | Márcio Garcia                     |                                            |
| 2018 | O Tempo Não Para               | Marino Santiago                   |                                            |
| 2021 | Te Devo Essa! Brasil           | Convidado                         | Episódio: "5 de junho"                     |
| 2023 | Fim                            | Jairo                             |                                            |
| 2024 | Luz                            | Baltazar Marinho                  |                                            |
| 2024 | Desejos S.A.                   | Carlos Silva                      |                                            |
| 2025 | Dona de Mim                    | Ricardo Monteiro                  |                                            |

### Cinema
| Ano  | Título                                      | Personagem             |
| ---- | ------------------------------------------- | ---------------------- |
| 2004 | Xuxa e o Tesouro da Cidade Perdida          | Ígor Leonato           |
| 2006 | Casseta & Planeta: Seus Problemas Acabaram! | Marco                  |
| 2010 | De Pernas pro Ar                            | Cliente do Sex Delícia |
| 2010 | Bed & Breakfast                             | Gustavo                |
| 2017 | Gostosas, Lindas & Sexies                   | Edmundo                |
| 2022 | Juntos e Enrolados                          | Tenente Marcondes      |
| 2023 | Desapega!                                   | Otávio                 |
| 2023 | Tração                                      | Ajax                   |
| 2024 | Morando com o Crush                         | Fábio                  |

### Videoclipes
| Ano  | Título       | Artista              |
| ---- | ------------ | -------------------- |
| 2016 | Casa Amarela | Guilherme & Santiago |

## Teatro
| Ano  | Título                                                         |
| ---- | -------------------------------------------------------------- |
| 1992 | Blue Jeans                                                     |
| 1995 | Uma Lição Longe Demais                                         |
| 1995 | Aluga-se Um Namorado                                           |
| 2001 | Blue Jeans                                                     |
| 2001 | Qualquer Gato Vira-Lata Tem uma Vida Sexual Melhor que a Nossa |
| 2005 | Abelardo e Berilo                                              |
| 2018 | Se Meu Apartamento Falasse                                     |

## Prêmios e indicações
| Ano  | Premiação                | Categoria                                  | Nomeação        | Resultado |
| ---- | ------------------------ | ------------------------------------------ | --------------- | --------- |
| 2003 | Prêmio Conta Mais        | Melhor ator                                | Kubanacan       | Venceu    |
| 2003 | Melhores do Ano          | Melhor ator de novela                      | Kubanacan       | Venceu    |
| 2004 | Prêmio Contigo! de TV    | Melhor ator                                | Kubanacan       | Indicado  |
| 2004 | Prêmio Contigo! de TV    | Melhor par romântico (com Adriana Esteves) | Kubanacan       | Indicado  |
| 2011 | Prêmio Quem de Televisão | Melhor ator de televisão                   | Morde e Assopra | Indicado  |